# دولن دورف
دولن دورف (به آلمانی: Dollendorf) یک منطقهٔ مسکونی در آلمان است که در بلانکنهایم (نوردراین-وستفالن) واقع شده‌است. دولن دورف ۱۸٫۱۳ کیلومتر مربع مساحت دارد ۴۵۰ متر بالاتر از سطح دریا واقع شده‌است.